# Bagliore a mezzogiorno
Bagliore a mezzogiorno (Blaze of Noon) è un film del 1947 diretto da John Farrow.
È un film d'azione a sfondo drammatico statunitense con Anne Baxter, William Holden, Sonny Tufts e William Bendix. È basato sul romanzo del 1946 Blaze of Noon di Ernest K. Gann ed è ambientato nei primi anni venti.

## Produzione
Il film, diretto da John Farrow su una sceneggiatura di Frank Wead e Arthur Sheekman con il soggetto di Ernest K. Gann (autore del romanzo), fu prodotto da Robert Fellows per la Paramount Pictures e girato nei Paramount Studios a Hollywood, Los Angeles, in California.

### Colonna sonora
- Blest Be the Tie That Binds
- I Never Knew - scritta da Ray Egan, Roy K. Marsh e Tom Pitts
- Old MacDonald Had a Farm - tradizionale

## Distribuzione
Il film fu distribuito con il titolo Blaze of Noon negli Stati Uniti dal 2 maggio 1947 al cinema dalla Paramount Pictures.
Altre distribuzioni:
- in Svezia il 12 settembre 1949 (De flygande djävlarna)
- in Finlandia il 16 dicembre 1949 (Lentävät huimapäät)
- in Portogallo il 26 maggio 1953 (Chamas do Alvorecer)
- in Cile (Cuatro hermanos la querían)
- in Brasile (Quatro Irmãos a Queriam)
- in Grecia (Sti lampsi tou mesimeriou)
- in Italia (Bagliore a mezzogiorno)

### Critica
Secondo il Morandini il regista ha tentato di puntare alla "casistica psicologica" ma è arrivato soltanto a risultati sufficienti. I difetti si riscontrerebbero soprattutto negli ultimi 30 minuti.

### Promozione

#### Tagline
- ""I CAN'T SHARE THE MAN I LOVE!" - "I can't share him with his brothers...one of whom thinks of me in a way he shouldn't't..I can't share him with the Carnival queen...the girl who came out of his past!""
- "THRILLS AS BOLD AS THE SCREEN CAN HOLD...In This Story Of The Fabulous Flying McDonalds...And The Girl That All Four Loved!"